# پیج بن
پیج بن، روستایی از توابع بخش رودبارالموت شهرستان قزوین در استان قزوین ایران است. همانگونه که از نام روستا پیداست اهالی پیچ بن مانند دیگر الموتی‌ها تات هستند و به زبان تاتی سخن می‌گویند.

## جمعیت
این روستا در دهستان الموت پایین قرار دارد و براساس سرشماری مرکز آمار ایران در سال ۱۳۸۵، جمعیت آن ۷۶ نفر (۲۲خانوار) بوده است.